# عبيدة (قبيلة)

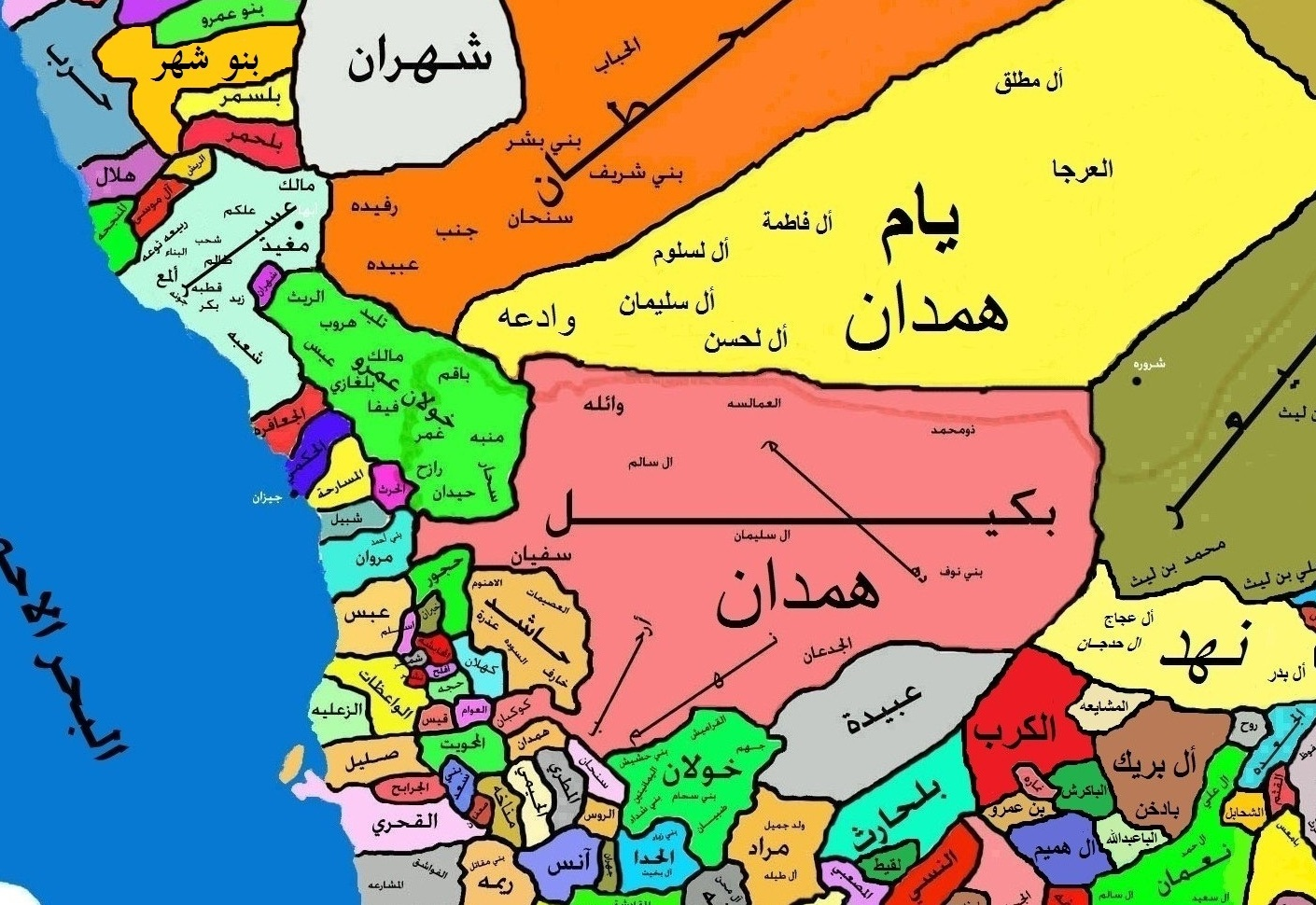
خريطة للقبائل العربية يظهر فيها موقع قبيلة عبيدة في اليمن

الشيخ مبخوت بن علي العرادة أحد مشائخ قبيلة عبيدة في محافظة مأرب

قبيلة عَبِيدة أو عبيدة قحطان هي إحدى أفرع قبيلة قحطان المعاصرة وأكبرها ومن أبرز قبائل مذحج، وتسكن في محافظة مارب شرق اليمن وجنوب المملكة العربية السعودية في محافظة سراة عبيدة وأحد رفيدة وطريب والصبيخه وتثليث وبيشة وتمد إلى عالية نجد والعارض في محافظة الرين والجله وتبراك ونفوذ قنيفذه والجو وضرماء في محافظة المزاحمية والخرج وجزء منهم من ذهب إلى المنطقة الشرقية في بقيق وجوف بني هاجر ودول الخليج العربي. ويزعم هذه القبيلة آسرة آل شفلوت أمراء قبيلة قحطان لعب هذه القبيلة في الوقت الحالي دورا محوريا في القتال ضد المتمردين الحوثيين الذين يحاولون السيطرة على محافظة مارب منذ 2014.

## النسب
يرجع نسب القبيلة الى عَبِيده بن معاوية بن عمر من معاوية بن الحارث بن صدا، وهو يزيد بن حرب بن كعب ابن عله بن جلد بن مالك، وهو مذحج بن أدد بن زيد بن يشجب بن عريب بن زيد بن كهلان بن سبأ. تعرف هذه القبيلة بعبيدة أبراد نسبة الى الوادي الذي تقطن فيه في محافظة مارب وللتفريق بينها وبين عبيده جنب، إحدى فخوذ قبيلة قحطان المعاصرة، التي تسكن جنوب السعودية.

## موطن القبيلة
تعد قبيلة عبيدة أبراد أكبر قبيلة في محافظة مارب من حيث المساحة، حيث تقطن في مديرية مأرب أكبر مديريات المحافظة ضمن مساحة واسعة تغطي النصف الشرقي للمحافظة بالكامل. يحدها من الشمال قبيلة دهم في محافظة الجوف وقبيلة الجدعان ومن الجنوب قبيلتي مراد وبنو الحارث ومن الشرق محافظة حضرموت ومن الغرب مدينة مأرب. وتقع ضمن أراضي القبيلة حقول النفط والغاز في المحافظة.